# Karlskuppe
Die Karlskuppe ist ein Berg im Westen der Wartburgstadt Eisenach im Wartburgkreis in Thüringen.

## Topographie
Die Karlskuppe ist ein aus Muschelkalk und Keuper bestehender, west-ost-orientierter Berg (377,1 m ü. NN), er begrenzt den Eisenacher Talkessel am Creuzburg–Eisenacher Graben nach Westen. Seine östlichen Ausläufer sind die Geisköpfe, der Kirschberg und die Michelskuppe. Im Norden folgt der Moseberg, im Westen eine Reihe weiterer Erhebungen (nur Wolfberg und Spickersberg sind markant, zusammenfassend werden sie als Stedtfelder Berge bezeichnet) bis zum Hörschelberg an der Thüringer Pforte. Der Steilabfall des Karlswaldes zum Hörseltal wird auch als Karlswand bezeichnet.

## Geschichte
In den historischen Beschreibungen zum westlichen Stadtgebiet von Eisenach wurde die betreffende Flur wegen ihrer Nähe zum Gut Ramsborn zunächst als Ramsberg bezeichnet. Das Gebiet gehörte bis zum 16. Jahrhundert zum Dorf Oberstedtfeld mit der Kirche St. Michael. Im Marktbörner Feld an der Ostflanke der Karlskuppe entsprangen mehrere Quellen, deren Wasser  mittels einer hölzernen Leitung seit dem Mittelalter bis in die Eisenacher Altstadt zum Marktbrunnen (Gülden-Manns-Brunnen) geleitet wurde. Die Bezeichnung Karlskuppe entstand erst im 19. Jahrhundert, als nach Jahrhunderten landwirtschaftlicher Bewirtschaftung mit der Aufforstung des Karlswaldes begonnen wurde. Am Waldrand belegen mehrere von Gestrüpp überwucherte Gräben den Verlauf einer Altstraße in den  hessischen Ringgau (Willershausen, Altefeld, Datterode), auch die heutigen Stadtteile Stedtfeld und Hörschel sowie die Krauthäuser Ortsteile Pferdsdorf und Spichra nutzten den Höhenweg als Marktweg. Erst der Ausbau der Casseler Chaussee als Vorläufer der heutigen Bundesstraße 7 und der im Hörseltal verlaufenden Straßen über Stedtfeld nach Wartha-Neuenhof im 19. Jahrhundert ließ die Bedeutung dieser Altstraße sinken.  
In den 1930er Jahren wurde eine Trasse für den Bau der Reichsautobahn bei Eisenach über die Nordflanke der Karlskuppe projektiert. Die Bauarbeiten wurden durch den Krieg unterbrochen und erst zu Beginn der 1980er Jahre nach neuen Plänen vollendet. Zeitgleich mit dem Bau der Werratalbrücke bei Hörschel wurde am Nordwesthang unterhalb der Karlskuppe und den westlich angrenzenden Fluren die DDR-Grenzübergangsstelle GÜST Wartha erbaut. Bereits im Vorfeld der Baumaßnahme wurde die Karlskuppe durch Beschluss der DDR-Regierung zum Sperrgebiet erklärt und das Betreten des Geländes untersagt, entsprechende Warnschilder wurden erst im Winter 1989/90 entfernt.
An der nördlichen Flanke der Karlskuppe verläuft seit 2009 die „Eisenacher Stadtautobahn“. Der nördlich angrenzende Flurbezirk gehörte zum Ramsborn, der westliche und südliche Flurbezirk war Gemarkung der Gemeinde Stedtfeld.
In den 1990er Jahren wurde als ein Beitrag zur Stadtentwicklung das Wohngebiet Karlskuppe angelegt. Der Stadtbezirk umfasst auch ein Einkaufszentrum an der (alten) Autobahnanschlussstelle Eisenach-West.